# Epitonium erroneum
Epitonium erroneum is een slakkensoort uit de familie van de Epitoniidae. De wetenschappelijke naam van de soort is voor het eerst geldig gepubliceerd in 1876 door Tapparone-Canefri.